# California Historical Radio Society

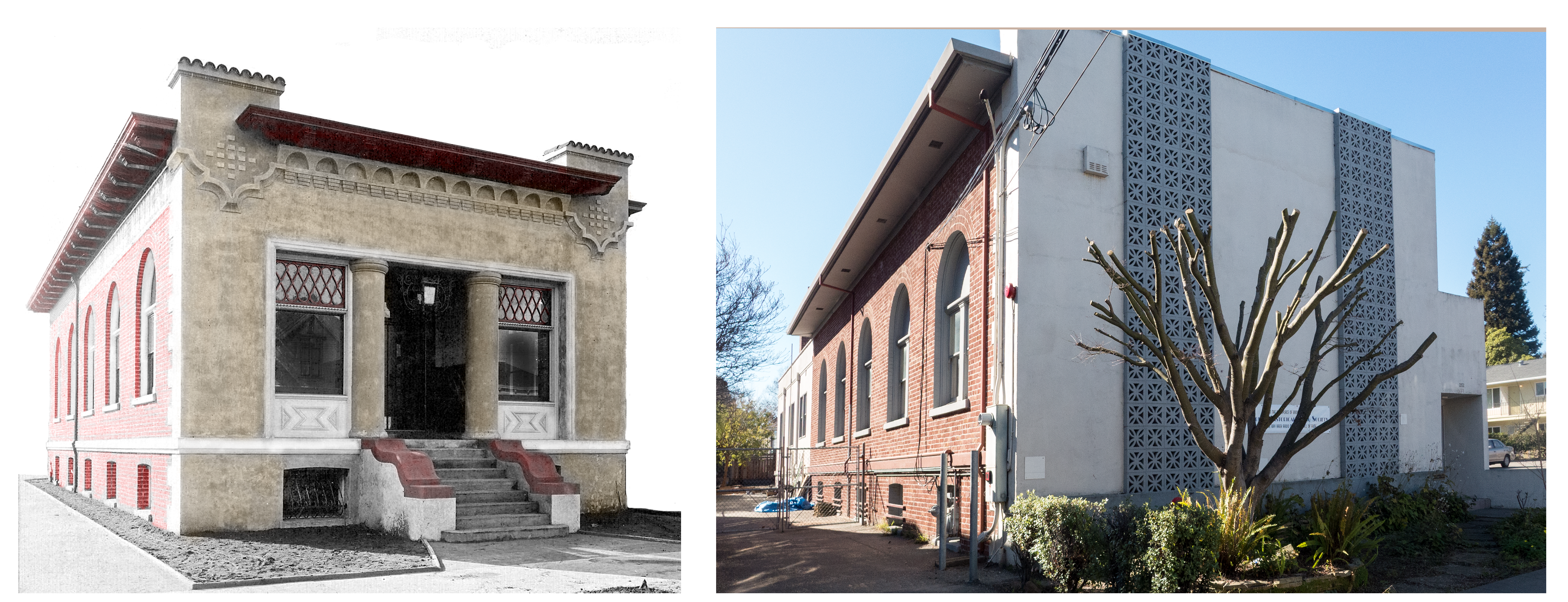
Das historische Gebäude der CHRS, genannt Radio Central, links im Jahr 1901 (koloriertes Foto) und rechts im Jahr 2019

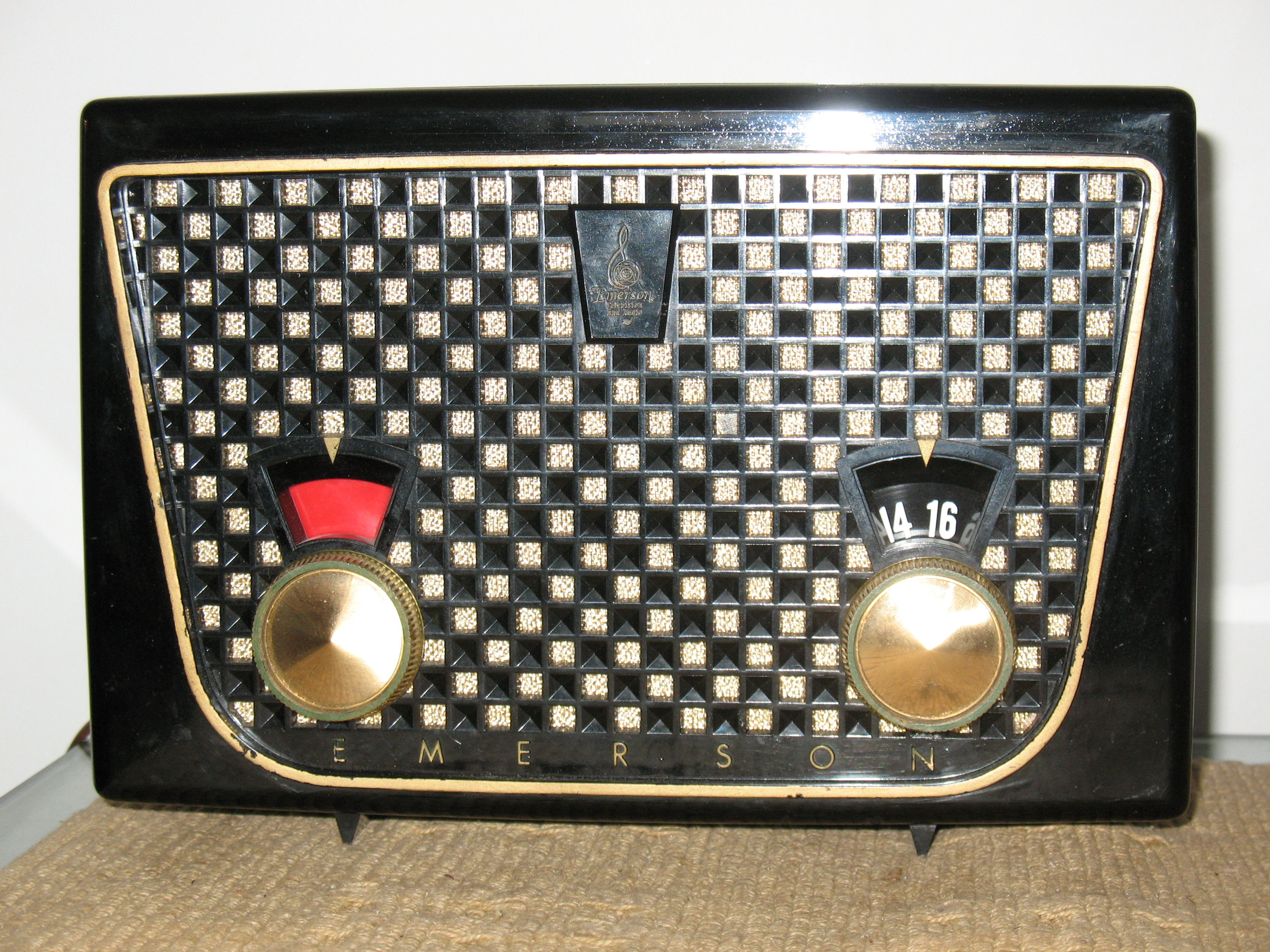
Klassisches Radio Emerson Model 852 von 1956, das auf einer Auktion der CHRS den Besitzer wechselte

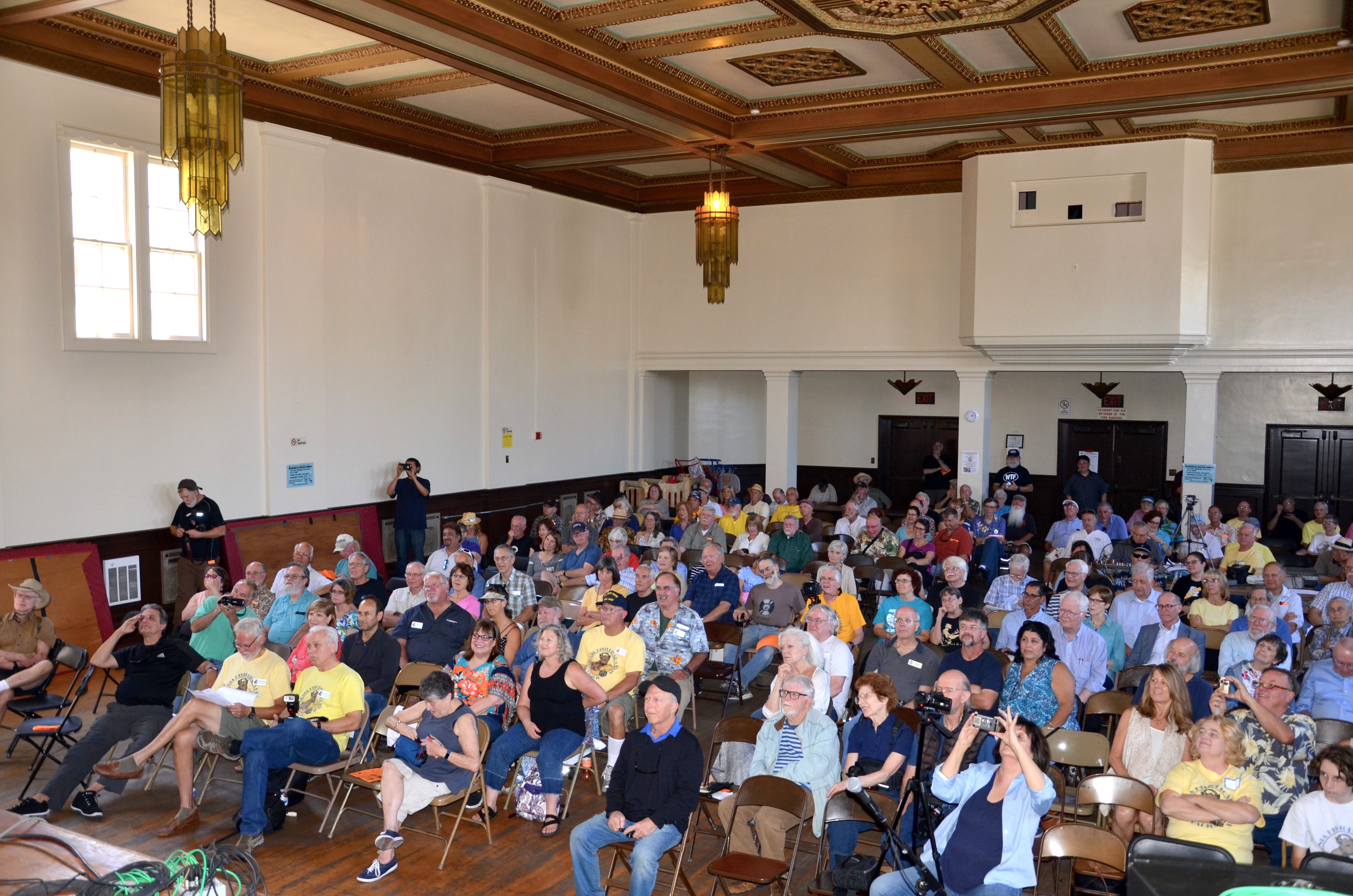
Besucher beim Radio Day by the Bay im Jahr 2017

Die California Historical Radio Society (CHRS), deutsch etwa „Kalifornische Gesellschaft für Funkgeschichte“, ist ein US‑amerikanischer gemeinnütziger Verein mit Sitz in Kalifornien.
Das Vereinsgebäude (Bild), genannt Radio Central, stammt aus dem 19. Jahrhundert, war um 1900 eine Telefon-Vermittlungsstelle der ehemaligen Firma Sunset Telephone & Telegraph Company, und steht an der Central Avenue 2152 auf der Insel Alameda in der Bucht von San Francisco.

## Zweck
Die CHRS wurde im Jahr 1974 in Berkeley gegründet und bezog den heutigen Standort im Jahr 2014. Zweck war und ist, die Erforschung und Wissensvermittlung zur Geschichte der Funk- und Rundfunktechnik zu fördern sowie der Erhalt und die Restaurierung von historischen Funkgeräten. Dazu gehören auch Objekte aus der Geschichte des Amateurfunks, der High-Fidelity-Technik (HiFi), des Fernsehens sowie der Kryptographie.

## Veranstaltungen
Die CHRS betreibt ein eigenes kleines Museum, das CHRS Vintage Radio Museum (siehe auch: Foto unter Weblinks), das eine Vielzahl von „antiken“ Exponaten aufweist, wie beispielsweise Röhrenradios (Bild).
Einmal pro Jahr wird der Radio Day by the Bay (deutsch Radiotag an der Bucht) veranstaltet, ein soziales Ereignis mit Live-Musik, einem Live-Hörspiel sowie einer Auktion, auf der historische Objekte erworben werden können.